# 1509
Cette page concerne l'année 1509  du calendrier julien. Pour l'année 1509 av. J.-C., voir 1509 av. J.-C.
L'année 1509 est une année commune qui commence un lundi.

## Événements
- 3 février : bataille navale de Diu, en Inde[2]. Les Portugais de Francisco de Almeida remportent une victoire décisive sur les flottes du sultan d'Égypte et du Zamorin de Calicut, éliminant la flotte mamelouk grâce à leur artillerie et donnant au Portugal la supériorité maritime dans l'océan Indien. Ils occupent la ville.
- 11 février : quinze missionnaires dominicains reçoivent l'autorisation de la couronne de Castille de se rendre à Saint-Domingue. Les premiers atteignent le sol américain en septembre 1510[3].
- 8 mars : à son retour à Cochin, Francisco de Almeida refuse de remettre le gouvernement de l'Inde portugaise à Albuquerque qu'il fait enfermer au château de Cananor[2].
- 17 mai : les Espagnols de Pedro Navarro prennent Oran (jusqu'en 1792) en Afrique du Nord[4].
  - Les séfarades Jacob Consino et Jacob Sasportas obtiennent que les Espagnols tolèrent les Juifs des deux ports d’Oran et de Bougie. Ils sont employés dans les douanes et les traductions, et permettent le négoce de l’or et des épices avec les chefs de tribus de l’intérieur[5].
- 9 juin : le fils de Christophe Colomb, Diego Colomb, nommé gouverneur des Indes occidentales quitte Sanlúcar pour relever le vice-roi Nicolás de Ovando (fin en 1515). Il commence la conquête de Cuba (1510)[6].
- 8 août : début du règne de Krishnadevarâya Tuluva, roi de Vijayanâgara (fin en 1529)[7].
- 11 septembre : le Portugais Diogo Lopes de Sequeira arrive à Malacca[8]. Il y rencontre des Chinois. Le sultan Mahmoud Syah conclut d’abord un traité d’alliance et autorise l’installation d’une factorerie, puis sous l’influence des marchands maures, il ordonne le massacre les Portugais. La plupart en réchappent, peut-être après avoir été informés par les Chinois. Quelques-uns sont faits prisonniers[9].
- 16 octobre : arrivée à Cananor de la flotte de Fernando Coutinho, qui libère Albuquerque et lui confère la charge de vice-roi des Indes portugaises ; à leur arrivée à Cochin le 29 octobre, Almeida abandonne son poste et se prépare à partir pour l'Europe[2].

- Les Portugais bombardent les comptoirs arabes de Mafia et de Pemba et mettent Zanzibar à sac[10].
- Dans le but de desserrer l’étreinte de l'islam qui contrôle les issues de son royaume vers la mer Rouge et l’océan Indien, la reine d’Éthiopie Eléni envoie en ambassade à Lisbonne l'Arménien Mateus (Matthieu). Il parvient en novembre 1512[11] à rejoindre Afonso de Albuquerque en Inde à l’insu des agents de l’Égypte en se faisant passer pour un marchand de peaux, puis atteint le Portugal au terme de quatre ans de navigation. Il revient en Éthiopie avec une ambassade portugaise en 1520[12].
- Le premier moulin à sucre de canne est en fonction à Saint-Domingue [13].

### Europe

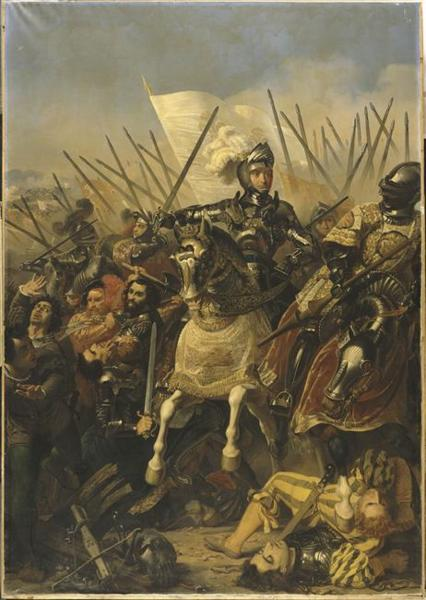
14 mai : bataille d'Agnadel. Après leur défaite à Agnadel, le pape propose aux Vénitiens de les absoudre à condition qu’ils accordent la libre circulation aux sujets chrétiens sur l’Adriatique. Il reçoit la soumission de Venise en 1510, ce qui l’amène à modifier sa politique : il crée la Sainte Ligue en 1511 qui unit l’Espagne, Venise, la Suisse, le Saint-Empire et l’Angleterre contre la France.

- Raffaello Sanzio commence L'école d'Athènes.
- 12 janvier : ordonnance sur l'organisation militaire du royaume de France. Louis XII recrute une infanterie régulière[14].
- 18 janvier : bataille du cap Finisterre[15].
- 10 avril : Érard de La Marck, prince-évêque de Liège, reçoit les droits régaliens de l'empereur Maximilien Ier, qui confirme les privilèges de la principauté octroyés par ses prédécesseurs[16].
- 23 avril : Henri VIII est proclamé roi d'Angleterre à Londres[17] (fin en de règne de 1547).

- 27 avril : le pape Jules II excommunie la république de Venise[18].
- 14 mai : victoire de la ligue de Cambrai menée par Louis XII sur la république de Venise, à Agnadel (Agnadello)[18]. La bataille est une boucherie qui fait 400 morts français et 9 000 dans le camp adverse.
- 24 mai : prise de Brescia par les Français[18].

- 8 juin : Pise est reprise par Florence[19]. Ses habitants l’abandonnent en masse pour la Sardaigne, la Sicile et d’autres régions.

- 11 juin : Henri VIII épouse Catherine d'Aragon, veuve de son frère[20]. Il obtient des dispenses pontificales.

- 17 juillet : les Vénitiens reprennent Padoue[18].

- 10 septembre : tremblement de terre à Constantinople (la Petite Apocalypse)[21].
- 15 septembre : Maximilien d'Autriche met le siège devant Padoue[18].
- 22 septembre : compromis passé à Séville entre les conversos et la couronne d'Espagne. Le 10 octobre, les judaïsants réunis à Ayamonte et Redondela obtiennent l'autorisation de se rendre aux Indes occidentales en échange de 40 000 ducats[22], pour des raisons commerciales et des périodes de moins de deux ans.
- 2 octobre : levée du siège de Padoue[18].
- 27 décembre : mariage de Vittoria Colonna et Fernando de Àvalos[23].

- Louis XII de France remet en vigueur les clauses de la Pragmatique Sanction qui réduisent les pouvoirs judiciaires et financiers du pape en France et limitent ses interventions dans le choix du haut clergé au profit du roi.
- Maximilien d'Autriche annexe les mines de mercure d’Idria, en Carniole[24].

## Naissances en 1509
- 1er janvier : Melchor Cano, religieux dominicain, théologien, philosophe et évêque espagnol du XVIe siècle, qui se rattache au courant de pensée de l'École de Salamanque († 30 septembre 1560).
- 25 janvier : Giovanni Girolamo Morone, cardinal italien († 1er décembre 1580).

- ? mars : Gaspard de Saulx, maréchal de France († juin 1573).

- 23 avril : Alphonse de Portugal, cardinal portugais († 21 avril 1540).

- 10 mai : Edward Stanley 3e comte de Derby, aristocrate, magistrat et diplomate anglais († 24 octobre 1572).
- 27 mai : Pasqual Cicogna, 88e doge de Venise († 2 avril 1595).

- 10 juillet : Jean Calvin, réformateur religieux et humaniste français († 27 mai 1564).
- 25 juillet : Gabriel Simeoni, humaniste florentin de la Renaissance, écrivain de langue française, italienne, latine, poète, historien, militaire et astrologue († vers 1575).

- 3 août : Étienne Dolet, imprimeur et humaniste français († 3 août 1546).
- 25 août : Hippolyte d'Este, cardinal italien († 2 décembre 1572).

- 2 octobre : Cornelius Wischaven, prêtre jésuite belge († 25 août 1559).
- 20 octobre : Arthur Stuart, second fils de Jacques IV d'Écosse et de Marguerite Tudor († 14 juillet 1510).

- 4 novembre : Jean de Münsterberg-Œls, duc de Münsterberg, duc de Œls et duc Bernstadt († 28 février 1565).
- 7 novembre : Bernardino Telesio, philosophe italien († 2 octobre 1588).

- Vers 1509 :
- Diego Pisador, vihueliste et compositeur espagnol de la Renaissance († après 1557).

- Date précise inconnue :
  - Matteo Balducci, peintre italien († 1554).
  - Ludovic de Birague, militaire italien naturalisé français († 1572).
  - Nicolas de Cholières, écrivain français († 1592).
  - Jean de Leyde, chef tyrannique des anabaptistes de la ville rhénane de Münster (Westphalie) († 2 février 1536).
  - Tommaso dei Cavalieri, noble italien († 1587).
  - Federico Commandino, humaniste et mathématicien italien († 3 septembre 1575).
  - Girolamo Dandini, cardinal italien († 4 décembre 1559).
  - Daniele da Volterra, sculpteur et peintre maniériste italien de la Renaissance tardive († 4 avril 1566).
  - François Douaren, juriste et professeur de droit français († 1559).
  - Maximilien d'Egmont, seigneur d'IJsselstein et Sint Maartensdijk, chevalier de la Toison d’Or, Stathouder de Frise et général impérial († 24 décembre 1548).
  - Ichijō Fusamichi, noble japonais (kugyō) de l'époque de Muromachi († 1er décembre 1556).
  - Antonio Gardano, compositeur et éditeur de musique italien né français († 28 octobre 1569).
  - Conrad Haas, ingénieur autrichien († 1576).
  - Nagao Harukage, daimyo, frère ainé d'Uesugi Kenshin († 23 mars 1553).
  - Hoshina Masatoshi, samouraï au service du clan Takeda à l'époque Sengoku († 1593).
  - Naoe Kagetsuna, samouraï au service du clan Uesugi à l'époque Sengoku († 24 mars 1577).
  - Ambroise Paré[25], chirurgien et anatomiste français († 20 décembre 1590).
  - Pedro Ponce de León, évêque, érudit et bibliophile espagnol († 1573).
  - Gonzalo Jiménez de Quesada, explorateur et conquistador espagnol († 16 février 1579).
  - François de Scépeaux, seigneur de Vieilleville, 1er comte de Durtal, gouverneur, diplomate, ambassadeur, conseiller du roi et maréchal de France du roi François Ier († 30 novembre 1571).
  - Takatsukasa Tadafuyu, noble de cour japonais (kugyō) de la fin de l'époque de Muromachi († 1546).
  - Andrés de Vandelvira, célèbre tailleur de pierre et architecte espagnol († 1575).
  - Élie Vinet, humaniste, philologue, archéologue, traducteur et historien français († 1587).
  - Yun Won-hyung, homme politique et philosophe coréen de la dynastie Joseon († 18 novembre 1565).

## Décès en 1509
- 21 avril : Henri VII d'Angleterre[17]. (° 28 janvier 1457).

- Date précise inconnue :
- Albertus Pictor, peintre suédois (° vers 1440).
- Shen Zhou, peintre chinois (° 1427).

- Vers 1509 :
- Richard Hygons, compositeur anglais (° vers 1435).